# Grammaire française

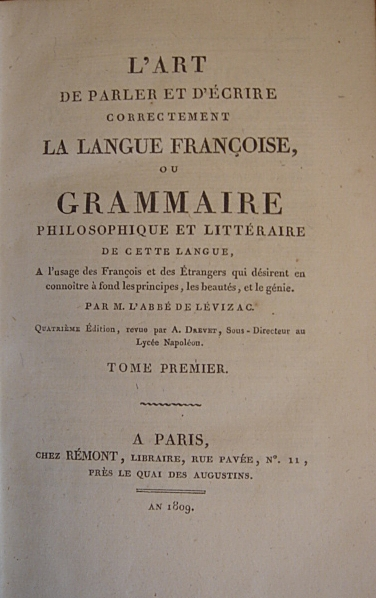
Une grammaire descriptive célèbre en son temps : la Grammaire française de Lévizac.

La grammaire française est l'usage courant contemporain (plutôt qu'historique) de la langue française (orale ou écrite), soit plus précisément « l’étude systématique des éléments constitutifs et du fonctionnement » de la langue.

## Généralités
La grammaire descriptive se distingue de la grammaire normative (dite aussi prescriptive). La première a pour objectif de décrire et d'analyser les structures et particularités de la langue française d'un point de vue linguistique. La grammaire descriptive du français a de nos jours nettement profité du développement de la linguistique contemporaine, que ce soit dans le domaine de la grammaire du texte, de la pragmatique ou de la sémantique, renouvelant et affinant ainsi la compréhension des mécanismes du français.
La grammaire normative, pour sa part, a pour objet les règles du parler « correct », principalement à l'écrit. Cette grammaire n'a pas de fin scientifique, mais a seulement pour but d'indiquer comment utiliser les ressources de la langue.
On aborde généralement la description de la langue en identifiant l'ensemble des classes de mots qui la composent. Deux mots appartiennent à la même classe grammaticale lorsqu'ils peuvent être remplacés l'un par l'autre dans une phrase sans que la phrase cesse d'être correcte. La grammaire française distingue neuf classes de mots :
- cinq classes de mots variables : nom, déterminant, pronom, adjectif et verbe ;
- quatre classes de mots invariables : adverbe, préposition, conjonction de coordination ou de subordination et interjection.

Les différentes classes de mots peuvent être étudiées sous l'aspect de leur morphologie (leurs variations de forme ou flexions), de leur syntaxe (organisation en phrase) et de leur sémantique ou sens.

## Les classes de mots

### Le nom et le groupe nominal
Un groupe nominal est un groupe de mots qui a pour noyau un nom, précédé en général d'un déterminant. Dans le groupe nominal, le nom transmet ses marques de genre et de nombre au déterminant et à l'adjectif : une veste bleue.
Le groupe nominal est constitué d'un déterminant et d'un nom commun : une veste.
Le groupe nominal est dit étendu lorsqu'il comporte en outre des expansions du nom, c'est-à-dire des mots ou des groupes de mots qui complètent le nom noyau, apportant des précisions sur ce qu'il désigne, sans être indispensables à la correction grammaticale de la phrase. Les diverses expansions du nom sont :
- l'épithète (une belle veste) ;
- le complément du nom (la veste de mon ami) ;
- l' apposition (sa veste, une saharienne de soie grège,...) ;
- la proposition subordonnée relative (la veste qui me plait).

Le groupe nominal peut avoir les fonctions syntaxiques suivantes dans la phrase : 
- Sujet : Cette veste est bleue.
- Complément d'objet : J'ai acheté cette veste.
- Attribut du sujet : Cette veste est une contrefaçon.
- Attribut du complément d'objet : On appelle ce vêtement une veste.
- Complément circonstanciel : Elle ne portait rien sous sa veste.
- Apposition : Cet article, une veste, est très recherché.

### Le déterminant
Il existe deux types d'article en français : l'article défini et l'article indéfini. Ils varient en genre et en nombre et se modifient selon le rapport du mot qu'ils déterminent.

### Déclinaison de l'article défini
|                        | Masculin singulier | Féminin singulier | Voyelle ou H muet singulier | Pluriel |
| ---------------------- | ------------------ | ----------------- | --------------------------- | ------- |
| Nominatif ou accusatif | le                 | la                | l'                          | les     |
| Génitif                | du                 | de la             | de l'                       | des     |
| Datif                  | au                 | à la              | à l'                        | aux     |

### Déclinaison de l'article indéfini
|                        | Masculin Singulier | Féminin Singulier | Pluriel |
| ---------------------- | ------------------ | ----------------- | ------- |
| Nominatif ou Accusatif | un                 | une               | des     |
| Génitif                | d'un               | d'une             | de      |
| Datif                  | à un               | à une             | à des   |

### Le pronom et le groupe pronominal
Le pronom est variable en genre (masculin ou féminin), en nombre (singulier ou pluriel), et parfois aussi en personne. Il prend toujours la signification du mot ou du groupe de mots qu'il remplace (la référence). Cette fonction est exprimée par son nom : pro-nom signifiant ce qui est « pour », « mis à la place » d'un nom.
Sa signification dépend aussi du contexte extralinguistique (quand le pronom est un déictique), ou du contexte textuel (selon que le pronom est un anaphorique ou un cataphorique). La signification du pronom cataphorique « celle-ci », en revanche, dépend soit du contexte, soit du mot auquel il se réfère.
Les particularités syntaxiques du pronom sont identiques à celles du nom, que le pronom peut remplacer dans la phrase.
|                           | Pronoms sujets | Pronoms COD | Pronoms COI | Pronoms disjoints | Pronoms réfléchis               |
| ------------------------- | -------------- | ----------- | ----------- | ----------------- | ------------------------------- |
| 1re personne du singulier | je             | me          | me          | moi               | me / moi-même                   |
| 2e personne du singulier  | tu             | te          | te          | toi               | te / toi-même                   |
| 3e personne du singulier  | il / elle      | le / la     | lui         | lui / elle        | se / lui-même / elle-même / soi |
| 1re personne du pluriel   | nous           | nous        | nous        | nous              | nous / nous-mêmes               |
| 2e personne du pluriel    | vous           | vous        | vous        | vous              | vous / vous-mêmes               |
| 3e personne du pluriel    | ils / elles    | les         | leur        | eux/elles         | se / eux-mêmes / elles-mêmes    |

#### Pronoms personnels
Le pronom personnel est une catégorie de pronom servant à désigner les trois types de personne grammaticale : je/nous, tu/vous, il/elle//ils/elles. Il a deux rôles possibles dans la phrase : il peut avoir la valeur d'un pronom déictique ou celle d'un pronom représentant.
Le pronom personnel déictique de première ou de deuxième personne sert à désigner une personne qui participe à l'acte d'énonciation. Il possède donc une valeur déictique. Dans la phrase Regarde-moi quand je te parle,  moi et je désignent le locuteur, alors que te désigne l'interlocuteur.
Le pronom personnel représentant de troisième personne sert à désigner des personnes ou des choses qui ont déjà été mentionnées ou qui vont l'être. Il a une valeur anaphorique ou cataphorique, il fait partie des pronoms représentants.
« Un homme est monté dans le bus. Il m'a beaucoup intriguée. » Il remplace le groupe nominal un homme, il a donc une valeur anaphorique.
« Il m'a beaucoup intriguée, cet homme qui est monté dans le bus. » Il annonce le groupe nominal cet homme, il a donc une valeur cataphorique.
Nous et vous peuvent avoir soit un rôle déictique soit associer un déictique et un représentant.
« Toi et moi, nous nous comprenons à demi-mot. » Nous est ici l'équivalent de je + tu : il s'agit donc d'un représentant reprenant les déictiques désignant le locuteur et le destinataire.
Le pronom impersonnel il n'est ni déictique ni représentant dans la phrase « Il pleut ».
Le pronom sujet on a un sens indéfini, mais peut aussi remplacer les pronoms je, tu, nous dans le langage parlé.
« On dit que tout va mal. » On désigne un groupe de personnes indéfini.
« Alors, on s'amuse au lieu de faire ses devoirs ? » On  désigne tu.
« C'est décidé. On va à la piscine. » On signifie ici nous.
Le pronom vous remplace tu dans un contexte formel. Il s'agit du vous de politesse (vouvoiement).
« Je vous en prie. » « S'il vous plaît. »
La forme conjointe du pronom est la forme qu'il prend lorsqu'il n'est pas séparé du verbe, si ce n'est par un autre pronom de forme conjointe ou par l'adverbe de négation ne :
« Je regardai l'inconnu avec insistance. »
« Je le regardai avec insistance. »
La forme disjointe est la forme que prend le pronom lorsqu'il est séparé du verbe ou employé sans verbe. Il peut être :
- séparé du verbe par une préposition : ex. : « J'ai rêvé de toi.»
- en position détachée : ex. : « Lui, c'est quelqu'un sur qui on peut compter. »
- sujet mis en relief : ex. : « Lui n'est pas arrivé en retard. »
- utilisé dans une apostrophe : ex. : « Toi, approche ! »
- placé après ne…que : ex. : « Je n'ai vu que lui. »
- utilisé dans une réponse elliptique : ex. : « - Qui est là ? - Moi. »
- employé avec une tournure de présentation : ex. : « C'est lui que je veux voir. »
- coordonné à un nom, un groupe nominal ou à un autre pronom : ex. : « Ton frère et moi sommes amis. »

Aux troisièmes personnes du singulier et du pluriel, et aux formes disjointes, le pronom personnel prend une forme spécifique lorsqu'il est réfléchi, c'est-à-dire lorsqu'il représente le même référent que le sujet.
| Forme conjointe | Forme disjointe |                                       |
| 1re personne    | me              | moi-même                              |
| 2e personne     | te              | toi-même                              |
| 3e personne     | se              | lui-même / soi (dans un sens général) |
| 1re personne    | nous            | nous-même                             |
| 2e personne     | vous            | vous-même                             |
| 3e personne     | se              | eux-mêmes                             |

« Ils se sont rencontrés à la piscine. »
« Il se parle à lui-même. »
Les pronoms réfléchis conjoints servent à construire les formes pronominales (verbe pronominal), réciproques ou pronominales passives.
- Dans la construction réfléchie, le sujet exerce l'action sur lui-même : « Je me vois dans la glace. »
- Dans la construction réciproque, les différents sujets exercent leur action les uns sur les autres :  « Nous nous écrivons régulièrement. »
- Le verbe en construction pronominale peut prendre une valeur passive : « Ces articles se vendent cher. »

Les formes en et y sont des pronoms remplaçant généralement une préposition. On parle alors de pronoms adverbiaux, car ils ont souvent, comme les adverbes, une fonction circonstancielle.
Le pronom y inclut le sens de la préposition « à » ou d'une préposition de sens locatif ou directif (sur, dans…). Il peut avoir les fonctions de :
- complément essentiel de lieu : « Allons à la piscine ensemble. →  Allons-y ensemble. » « Il était sur le toit. → Il y était. »
- complément circonstanciel de lieu : « Ils ont rencontré des amis à la piscine. → Ils y ont rencontré des amis.»  « Je l'ai accompagnée dans le parc → Je l'y ai accompagnée. »
- complément d'objet indirect : « Il ne pense pas assez à son bac. → Il n' y pense pas assez. »
- complément de l'adjectif : « Il est favorable à cette réforme. → Il y est favorable. »

Le pronom en remplace la préposition de. Il peut avoir les fonctions de :
- complément essentiel de lieu : « Je viens de la piscine. → J' en viens. »
- complément circonstanciel de lieu : « J'ai rapporté des fruits du magasin. → J' en ai rapporté des fruits. »
- complément d'objet indirect : « Vous parliez de la nouvelle réforme. → Vous en parliez. »
- complément du nom : « Je connais tous les recoins de la ville. → J' en connais tous les recoins. »
- complément de l'adjectif ; « Il est fier de sa réussite. → Il en est fier. »
- complément d'objet direct : « Je t'ai déjà donné beaucoup d'argent. → Je t' en ai déjà donné beaucoup. »
- attribut du sujet : « C'est de l'eau plate ? → C' en est. »

#### Pronoms relatifs
Le pronom relatif a pour rôle de relier une proposition (subordonnée) relative à la proposition principale à laquelle elle est rattachée.
Lorsque la proposition subordonnée relative est adjective, le pronom relatif remplace un groupe de mots que l'on appelle son antécédent. L'antécédent est situé dans la proposition dont dépend la relative, le pronom a alors une valeur anaphorique.
« L'ordinateur que tu m'as passé n'est pas très performant. »
Lorsque la relative est substantive, le pronom relatif n'a pas d'antécédent, il est nominal.
« Qui va à la chasse perd sa place. » (Attention à ne pas confondre avec le pronom interrogatif!)
La forme simple du pronom relatif varie selon le caractère animé ou inanimé de l'antécédent.
| Fonction                  | Antécédent animé        | Antécédent inanimé           |
| ------------------------- | ----------------------- | ---------------------------- |
| Sujet                     | qui                     | qui                          |
| COD                       | que                     | que                          |
| Complément prépositionnel | dont, préposition + qui | dont, où, préposition + quoi |

« L'homme qui nous a salués est un ami. / C'est un ami avec qui j'ai longtemps voyagé. »
La forme composée du pronom relatif varie selon le genre et le nombre de son antécédent. Il peut se contracter avec les prépositions à et de.
| Fonction                  | Masculin singulier   | Masculin pluriel       | Féminin singulier      | Féminin pluriel          |
| ------------------------- | -------------------- | ---------------------- | ---------------------- | ------------------------ |
| Sujet                     | lequel               | lesquels               | laquelle               | lesquelles               |
| Complément prépositionnel | préposition + lequel | préposition + lesquels | préposition + laquelle | préposition + lesquelles |
| Avec la préposition à     | auquel               | auxquels               | à laquelle             | auxquelles               |
| Avec la préposition de    | duquel               | desquels               | de laquelle            | desquelles               |

« Elle a appelé Hector, lequel est un ami. »
« C'est un ami avec lequel j'ai longtemps voyagé. » (Aussi avec qui).
Un pronom interrogatif permet de demander l'identité de la personne ou de la chose concernée par le reste de la phrase. Les pronoms interrogatifs peuvent être simples, renforcés ou composés.
Les formes simples des pronoms interrogatifs varient selon le caractère animé ou inanimé du référent, et la fonction du pronom.
| Fonction                  | Référent animé    | Référent inanimé   |
| ------------------------- | ----------------- | ------------------ |
| Sujet                     | qui               |                    |
| COD                       | qui               | que                |
| Complément prépositionnel | préposition + qui | préposition + quoi |

« Qui as-tu rencontré ? »
« Avec qui iras-tu à la piscine ? »
À chaque forme simple correspond une forme renforcée qui est une locution pronominale interrogative.
| Fonction                  | Référent animé               | Référent inanimé              |
| ------------------------- | ---------------------------- | ----------------------------- |
| Sujet                     | qui est-ce qui               | qu'est-ce qui                 |
| COD                       | qui est-ce que               | qu'est-ce que                 |
| Complément prépositionnel | préposition + qui est-ce que | préposition + quoi est-ce que |

« Qui est-ce que tu as rencontré ? »
« Avec qui est-ce que tu iras à la piscine ? »
La forme composée varie selon le genre, le nombre et la fonction du référent, et peut se contracter avec les prépositions à et de. Elle a une valeur anaphorique, car elle reprend un groupe nominal.
| Fonction                  | Masculin singulier   | Masculin pluriel       | Féminin singulier      | Féminin pluriel          |
| ------------------------- | -------------------- | ---------------------- | ---------------------- | ------------------------ |
| Sujet, COD                | lequel               | lesquels               | laquelle               | lesquelles               |
| Complément prépositionnel | préposition + lequel | préposition + lesquels | préposition + laquelle | préposition + lesquelles |
| Avec la préposition à     | auquel               | auxquels               | à laquelle             | auxquelles               |
| Avec la préposition de    | duquel               | desquels               | de laquelle            | desquelles               |

« J'ai apporté deux livres. Lequel veux-tu lire ? »
« Tu as beaucoup d'amis. Avec lequel iras-tu à la piscine ? »

#### Pronoms possessifs
Le pronom possessif remplace un groupe nominal introduit par un déterminant possessif. Il varie selon le genre, le nombre du possédé, et la personne du possesseur.
| Personne et nombre        | Masculin singulier | Masculin pluriel | Féminin singulier | Féminin pluriel |
| ------------------------- | ------------------ | ---------------- | ----------------- | --------------- |
| 1re personne du singulier | le mien            | les miens        | la mienne         | les miennes     |
| 2e personne du singulier  | le tien            | les tiens        | la tienne         | les tiennes     |
| 3e personne du singulier  | le sien            | les siens        | la sienne         | les siennes     |
| 1re personne du pluriel   | le nôtre           | les nôtres       | la nôtre          | les nôtres      |
| 2e personne du pluriel    | le vôtre           | les vôtres       | la vôtre          | les vôtres      |
| 3e personne du pluriel    | le leur            | les leurs        | la leur           | les leurs       |

« Ma voiture est en panne, mais la tienne roule encore. »
« Prête moi ton stylo, j'ai oublié le mien.»

#### Pronoms démonstratifs
Le pronom démonstratif remplace un groupe nominal précédé d'un déterminant démonstratif. Il peut avoir une forme simple ou composée.
La forme simple d'un pronom démonstratif reprend un nom, mais pour le modifier et désigner un autre référent. C'est pourquoi ce pronom est toujours accompagné par :
- une proposition relative :

« Ce fauteuil est confortable, mais celui que nous avons essayé hier l'était encore plus. »
- un complément du nom :

« Les plats de ce restaurant étaient bons, mais ceux d'ici sont meilleurs. »
- un participe passé :

« Les exercices à faire sont ceux notés dans le livre. »
Le pronom démonstratif simple ce est désigné comme neutre, car il ne varie pas en genre ni en nombre, et se réfère uniquement à des inanimés. Il intervient exclusivement pour former des propositions subordonnées relatives. 
« Ce qu'il a dit m'a beaucoup énervée. »
| Formes         | Masculin singulier | Masculin pluriel | Neutre singulier | Féminin singulier  | Féminin pluriel      |
| -------------- | ------------------ | ---------------- | ---------------- | ------------------ | -------------------- |
| Forme simple   | celui              | ceux             | ce               | celle              | celles               |
| Forme composée | celui-ci, celui-là | ceux-ci, ceux-là | ceci, cela, ça   | celle-ci, celle-là | celles-ci, celles-là |

La forme composée d'un pronom démonstratif n'est pas nécessairement modifiée par un autre référent. La particule localisatrice ci renvoie à la forme la plus proche, alors que la particule là renvoie à quelque chose de plus éloigné.
« Ces livres sont intéressants. Je vous conseille celui-ci. »
« Ces dossiers sont urgents. Traitez ceux-là en priorité. »
Les pronoms démonstratifs composés ceci, cela et ça sont désignés comme neutres, car ils ne varient pas en genre ni en nombre, et se réfèrent uniquement à des inanimés.
- Ils ont une valeur de représentant :

« Je t'ai apporté des livres. / Pose cela (ou les) sur la table.
- ou de déictique :

« C'est quoi, ça ? »

#### Pronoms indéfinis
Un pronom indéfini désigne un être animé ou inanimé dont on ne précise pas l'identité ou le nombre. Cette classe est assez hétéroclite. Riegel, Pellat et Rioul identifient deux grandes catégories : l'une de quantification et l'autre d'identité ou différence.
- Le pronom indéfini peut être nominal :

 « Chacun voit midi à sa porte. »
- ou représentant :

« Tous ses amis étaient venus. Il a offert un cadeau à chacun. »
On peut classer les pronoms indéfinis en tenant compte de leur sens.
| Sens            | Pronoms indéfinis |
| --------------- | --- |
| Quantificateurs | aucun, nul, pas un, personne, rien… / quelqu'un, quelque chose, n'importe qui, n'importe quoi… / certains, quelques-uns, d'aucuns, plusieurs, peu, beaucoup, la plupart… / tout, tous, chacun… / deux, trois, quatre... |
| Identificateurs | le même, la même, les mêmes… / un autre, une autre, d'autres, l'autre, les autres… |

### Le verbe: 1. Les temps
Au plan morphologique, le verbe se conjugue. Il varie en personne (1re, 2e, 3e), en nombre (singulier ou pluriel), en temps (présent, futur, imparfait, passé composé, passé antérieur, plus-que-parfait, passé simple, futur antérieur, conditionnel présent, conditionnel passé), en mode (indicatif, subjonctif, infinitif, impératif, participe, gérondif) et en voix (passif, actif).
Au plan sémantique, le verbe désigne une action (manger, boire, penser, etc.) ou un état (être, paraître, sembler, devenir, demeurer, rester et passer pour).
Au plan syntaxique le verbe est le nœud de la phrase. Sans lui, il n'y a pas de phrase. Il nécessite souvent des compléments (complément d’objet direct et/ou indirect). Les verbes d'état (être, demeurer, passer pour, sembler, etc.) ont la fonction de copule entre le sujet et l'attribut du sujet.
Certains temps sont absolus et situent simplement le procès dans le temps : présent, imparfait, passé simple, passé composé, futur. D'autres temps sont relatifs et situent le procès en fonction d’autres temps : passé antérieur, plus-que-parfait, futur antérieur.

#### Présent
Le présent de l’indicatif a plusieurs usages mais il permet avant tout d'indiquer que l'action a lieu au moment ou lors d'un moment contemporain de celui où le locuteur parle.
Le présent de vérité générale se retrouve notamment dans des proverbes comme « Qui vole un œuf vole un bœuf ».

#### Passé simple
Le passé simple désigne une action sans rapport avec le moment présent et complètement achevée (aspect accompli de l'action) au moment où le locuteur parle. C'est un temps du récit qui a disparu de la langue parlée. Cependant, dans la narration écrite (romans, essais historiques, etc.), ce temps reste couramment employé : « Raphaël laissa tout à coup échapper un éclat de rire si brusquement intempestif, que son ami lui demanda compte de cette joie brutale. » (Honoré de Balzac).

#### Imparfait
Les quatre valeurs principales de l'imparfait sont les suivantes :
1. L'imparfait de l'indicatif est apte à rendre compte d'un fait situé dans le passé. Il indique que l'évènement n'appartient plus / pas à l'actualité de l'énonciateur. L'imparfait présente le procès dans son déroulement, en cours d'accomplissement (aspect inaccompli de l'action) par opposition au passé simple désignant une action accomplie.
2. L’imparfait descriptif : « Les ténèbres étaient profondes. Je ne voyais rien devant moi, ni autour de moi, et toute la branchure des arbres entrechoqués emplissait la nuit d'un rumeur incessante. » (Maupassant).
3. L’imparfait historique : « Le 1er septembre 1939, les troupes allemandes envahissaient la Pologne. » L'imparfait prend ici la place du passé simple. L'indication précise, souvent en tête de phrase, permet cet emploi : le fait est envisagé avec plus d'ampleur.
4. L’imparfait de répétition (aspect itératif) : « Tous les ans, elle revenait. » (Maupassant)[5].

#### Passé composé de l'indicatif
Le passé composé, comme son nom l'indique, est un temps composé de deux éléments : l'auxiliaire avoir ou être (appelé verbe auxiliaire) conjugué au présent + le participe passé du verbe.
Ainsi, au présent, le verbe manger donne : Je mange et au passé composé : J'ai mangé (l'auxiliaire avoir conjugué au présent + le participe passé du verbe manger).
L'auxiliaire employé est généralement le verbe être lorsque le verbe que l'on veut conjuguer au passé composé est un verbe de mouvement.
« je suis allé, je suis parti, je suis tombé ». Dans ce cas, on accorde le participe passé avec le sujet (« Il est tombé, mais elle est tombée »).
Le passé composé s'emploie pour désigner un acte qui a eu lieu dans le passé et qui, dans le passé, a été fini (J'ai mangé puis je suis parti) alors que l'imparfait désigne une action qui a été commencée dans le passé mais qui a été interrompue (Je mangeais mais mon frère est arrivé à ce moment-là).

#### Passé antérieur
Le passé antérieur se forme avec l'auxiliaire être ou avoir conjugué au passé simple, suivi d'un participe passé (c'est un temps composé).
passé simple : Il acheta des chaussures.
passé antérieur : Il eut acheté des chaussures.
Tout comme le passé simple, le passé antérieur s'utilise plutôt à l'écrit qu'à l'oral. Il sert à indiquer qu'une action s'est terminée au moment où une autre commençait, contrairement au plus-que-parfait qui indique une action en cours d'accomplissement.
passé antérieur : Lorsqu'il eut acheté des chaussures, il essaya de trouver des bottes.
plus-que-parfait : Il avait déjà acheté des chaussures, lorsqu'il essaya de trouver des bottes.

#### Plus-que-parfait de l'indicatif
Le plus-que-parfait est un temps composé, comme le passé composé avec un verbe auxiliaire + le participe passé du verbe que l'on veut conjuguer, mais l'auxiliaire n'est pas conjugué au présent, il est à l'imparfait.
Ainsi, on obtient :
- au présent : Je mange ;
- au passé composé : J'ai mangé ;
- au plus-que-parfait : J'avais mangé.

Ce temps est utilisé pour marquer l'antériorité d'une action passée inaccomplie par rapport à une autre action passée.
« Il a déjà oublié ce que je lui avais dit la veille. »

#### Futur du passé
Voir ci-dessous, Conditionnel présent, 2e partie.

##### Futur
La langue française contemporaine connaît trois types de futurs : le futur simple, le futur immédiat et le futur antérieur.
Le futur simple se conjugue en ajoutant les terminaisons suivantes : -ai, -as, -a, -ons, -ez, -ont. ex. : manger, je mangerai (premier groupe), finir, je finirai (deuxième groupe). Quand le verbe est un verbe régulier du troisième groupe, s'il se termine en -ir : procéder comme avec les premier et deuxième groupes (exceptions : courir, mourir, venir, tenir et leurs dérivés, les verbes en -oir) ; dans les autres cas : reprendre la troisième personne de l'indicatif présent et utiliser les terminaisons : -rai, -ras, -ra, -rons, -rez, -ront (exception : aller). ex. : il reprend, il reprendra.
Le futur immédiat se construit avec le verbe aller conjugué au présent de l'indicatif (en auxiliaire) suivi du verbe principal à l'infinitif et exprime une action dans un futur proche ou considéré comme une intention certaine :
Je vais bientôt dormir.
Je vais aller au bal ce soir.
Le futur antérieur est un temps composé avec l'auxiliaire être ou avoir conjugué au futur simple suivi du verbe au participe passé. Il exprime l'aspect accompli ou l'antériorité par rapport au futur simple correspondant : « Tu ne seras content que quand tu auras cassé cette chaise. » (Cocteau).

#### Conditionnel présent
Le conditionnel présent est le futur du passé. Il sert surtout à formuler le résultat d'une condition en étant juxtaposé à cette condition écrite à l'imparfait et commençant par un si.
« S'il mangeait moins, il serait en meilleure santé. »
Il sert aussi à remplacer le futur dans une pensée ou un discours rapporté indirect dans une narration au passé. Dans cet emploi, il joue le rôle d'un temps de l'indicatif et on peut alors l'appeler indicatif futur du passé.
« Il pensait, déjà alors, qu'il deviendrait Président. »

#### Conditionnel passé
Le conditionnel passé peut servir de futur du passé antérieur. Il sert alors à former le résultat d'une condition en étant juxtaposé à cette condition écrite au plus-que-parfait et commençant par un si.
« S'il avait mangé moins, il aurait été en meilleure santé. »
Il peut aussi servir de futur antérieur du passé. Il sert alors à remplacer le futur antérieur dans une pensée ou un discours rapporté indirect dans une narration au passé.
« Il se disait qu'il serait devenu Président s'il avait eu plus de chance. »

### Le verbe. 2. Les modes
Le mode est un aspect de la forme que prend le verbe pour indiquer le degré de réalité exprimé par le locuteur.
La grammaire française compte six modes, deux réels (l'indicatif et l'infinitif) et quatre irréels (le subjonctif, le conditionnel, l'impératif et le participe) qui permettent d'exprimer des fictions, des suppositions, des ordres, etc.
Tous les langages artificiels, tels que les mathématiques, font des propositions selon un mode réel (le plus souvent équivalent de l'infinitif), même s'ils distinguent les hypothèses des axiomes et possèdent des opérateurs indiquant des conditions. L'opposition logique disjonctive entre le vrai et le faux est différente de l'opposition modale entre réalité et fiction.

#### Indicatif
Au mode indicatif, ce qui est dit est proposé comme étant un fait réel ou considéré comme tel.
« Paul va dans la cuisine. » — « Je sais que Paul va dans la cuisine. » — « Paul venait de la cuisine. »

#### Subjonctif
Le subjonctif s'emploie surtout dans une proposition subordonnée complétive, relative ou circonstancielle, après une proposition principale dont le verbe exprime un sentiment, une volonté ou un jugement.
« J'aimerais que Paul vienne demain.»
« Je veux que Paul soit plus poli. »
« Je doute qu'il fasse beau demain. »
La proposition principale peut dans certains cas être sous-entendue.
(…)  « Qu'il aille dans la cuisine ! »

#### Impératif
Au mode impératif, ce qui est dit est proposé comme une fiction dont la nature est un souhait, une volonté ou un ordre exprimé par celui qui parle.
« Va dans la cuisine ! »

#### Conditionnel
Au mode conditionnel, ce qui est dit est proposé comme étant soit réel, soit irréel selon qu'une condition exprimée ou sous-entendue est considérée comme vraie ou fausse. Alors qu'il était considéré traditionnellement comme un mode, le conditionnel est maintenant souvent intégré à l'indicatif « en raison de ses caractéristiques formelles et sémantiques. »

#### Infinitif
Au mode infinitif, le verbe reste invariable et continue à exprimer la réalité d'une action. Il est assimilé à un nom qui cesse d'avoir le même sujet que le premier verbe pour jouer la fonction de complément d'objet direct de celui-ci dans la première proposition.
« Les enfants veulent aller dans la cuisine. »
« Les enfants pensent à partir en vacances. »

#### Participe
Au mode participe, le verbe est assimilé à un adjectif et joue la fonction d'attribut du sujet dans la première proposition. Lorsque le premier verbe est un verbe auxiliaire, c'est-à-dire avoir ou être, le second verbe est au mode participe.
« Les enfants sont allés dans la cuisine. »

### L'adverbe
L'adverbe est un mot invariable dont la fonction est de modifier le sens du verbe, de l'adjectif ou d'un autre adverbe auquel il se rapporte.
« Le professeur parle lentement. » (modifie un verbe)
« Le professeur parle bien lentement. » (modifie un autre adverbe)
« Il est très gentil. » (modifie un adjectif)
On classe les adverbes selon le sens dans lequel ils modifient. Il y a donc des adverbes :
- manière : bien, mal, ensemble, constamment, convenablement, aisément, etc. ;
- temps : aujourd'hui, tôt, longtemps, quelquefois, souvent, toujours, etc. ;
- lieu : devant, derrière, où, près, loin, dehors, ici, là, etc. ;
- quantité : beaucoup, trop, aussi, assez, tout, très, moins, etc. ;
- intensité : si, tellement, tant ; ils introduisent un rapport de conséquence (ex. : Il est si malade qu’il ne peut pas se lever.) ;
- affirmation ou doute : oui, si, naturellement, probablement, peut-être, etc. ;
- négation : non, ne…pas, ne…aucunement, ne…pas du tout, ne…jamais, etc. ;
- interrogation : combien, comment, où, pourquoi, quand, etc. ;
- locutions adverbiales : en attendant, petit à petit, de temps en temps, à la longue, à peu près, à propos, en même temps, quelque part, par hasard, bien sûr, tout de suite, sans doute, à moitié, etc.

En général, les adverbes se forment en ajoutant le suffixe -ment au féminin de l'adjectif.
heureux, heureuse → heureusement
vif, vive → vivement
naturel, naturelle → naturellement
Quelquefois le -e du féminin se change en -é.
profond, profonde → profondément
aveugle, aveugle → aveuglément
précis, précise → précisément
Pour ceux qui finissent en -é, -i, -u, le suffixe -ment s’ajoute au masculin.
vrai → vraiment
aisé → aisément
résolu → résolument
Ceux qui finissent en -ant ou -ent ont pour suffixe -amment ou -emment. Les deux terminaisons se prononcent de la même façon.
savant → savamment, prudent → prudemment.
Lorsqu'un adverbe modifie un adjectif ou un autre adverbe, il précède ce mot.
« Vous êtes mal habillée. » (devant un adjectif)
« Il va probablement mieux. » (devant un adverbe)
Lorsqu'un adverbe modifie un verbe à un temps simple, il se place après lui.
« Je le crois généralement. »
« Il n'était jamais à l'heure. »
S'il modifie un verbe à un temps composé, l'adverbe se place entre l'auxiliaire et le participe passé quand il est court ou courant (toujours, souvent, déjà, etc.).
« Vous avez mal jugé la situation. »
« J'ai presque fini. »
Si l'adverbe est long ou peu courant, on le place après le participe passé.
« Il vous a parlé gentiment. »

### Les conjonctions

#### Les conjonctions de subordination
La conjonction sert à introduire une proposition subordonnée de :
- Cause : comme, parce que, puisque, étant donné que, vu que, sous prétexte que (indicatif)
- But : afin que, de façon que, de manière que, pour que (subjonctif)
- But négatif (lorsqu'il s'agit d'éviter une certaine conséquence) de peur que, de crainte que (subjonctif)
- Comparaison : comme, de même que, ainsi que, plus/moins que (indicatif)
- Concession : quoique, quoi que, bien que (subjonctif)
- Restriction : même si (indicatif), encore que, en admettant que (subjonctif)
- Restriction alternative : tandis que, alors que (indicatif)
- Condition : si, même si (indicatif), au cas où (conditionnel), à condition que, pourvu que, à supposer que (subjonctif)
- Condition négative : à moins que (subjonctif), sauf si, faute de quoi (indicatif)
- Simultanéité : au moment où, en même temps que, pendant que, tandis que, alors que, lorsque, quand (indicatif)
- Antériorité : avant que, jusqu'à ce que, en attendant que (subjonctif)
- Postériorité : après que, dès que, aussitôt que, une fois que (indicatif)
- Proportion : à mesure que, chaque fois que, toutes les fois que (indicatif)
- Conséquence : à tel point que, si bien que, au point que, de sorte que, de façon que, si/tellement/tant… que (indicatif)

#### Les conjonctions de coordination
Les conjonctions mais, ou, et, or, ni, car sont dites de coordination car elles introduisent une proposition indépendante coordonnée. Selon son emploi dans la phrase, donc est soit une conjonction, soit un adverbe, soit une particule de coordination.

## Les types de phrases
Chaque phrase relie un sujet et un prédicat. On distingue plusieurs types de phrases.

### L'interrogation
L'interrogation est un acte de langage par lequel l'émetteur d'un énoncé adresse à un destinataire réel ou fictif une demande d'information portant sur son contenu. Elle présente quatre caractéristiques :
- point d'interrogation en fin de phrase ;
- sujet souvent inversé, c'est-à-dire placé après le verbe ;
- souvent introduite par un mot interrogatif (pronom, déterminant ou adverbe) ;
- intonation ascendante à l'oral.

Il existe deux types d'interrogations 
- l'interrogation totale, qui concerne la phrase entière et appelle une réponse par oui ou par non

 « — Est-il malade ? — Oui, il est malade. »
L'interrogation totale se caractérise par l'inversion du sujet. Le sujet est placé après le verbe, on parle d'inversion simple
« As-tu rencontré quelqu'un ? »
Lorsque le sujet est un groupe nominal, il est placé avant le verbe et est repris par un pronom personnel de 3e personne. On parle alors d'inversion complexe :
« Luc a-t-il rencontré quelqu'un ? »
La locution adverbiale est-ce que est souvent utilisée pour rétablir l'ordre sujet-verbe
« Est-ce que tu as rencontré quelqu'un ? »
- l'interrogation partielle, qui porte sur un élément de la phrase et appelle une réponse plus précise. Elle comporte toujours un mot interrogatif

« — Qui est-ce ? — C'est un ami. »
L'interrogation partielle se caractérise souvent par l'inversion du sujet
« Où est-il parti ? »
L'inversion peut être complexe
« Où Luc est-il parti ? »
Les locutions pronominales qui est-ce qui, qu'est-ce qui, etc. et les locutions adverbiales où est-ce que, quand est-ce que, etc. permettent de rétablir l'ordre sujet-verbe
« Où est-ce qu'il est parti ? »
Un pronom interrogatif permet de demander l'identité de la personne ou de la chose concernée par le reste de la phrase. Les pronoms interrogatifs peuvent être simples, renforcés ou composés.
Les formes simples des pronoms interrogatifs varient selon le caractère animé ou inanimé du référent, et la fonction du pronom.
| Fonction                  | Référent animé    | Référent inanimé   |
| ------------------------- | ----------------- | ------------------ |
| Sujet                     | qui               |                    |
| COD                       | qui               | que                |
| Complément prépositionnel | préposition + qui | préposition + quoi |

Qui as-tu rencontré ?
Avec qui iras-tu à la piscine ?
À chaque forme simple correspond une forme renforcée qui est une locution pronominale interrogative.
| Fonction                  | Référent animé               | Référent inanimé              |
| ------------------------- | ---------------------------- | ----------------------------- |
| Sujet                     | qui est-ce qui               | qu'est-ce qui                 |
| COD                       | qui est-ce que               | qu'est-ce que                 |
| Complément prépositionnel | préposition + qui est-ce que | préposition + quoi est-ce que |

La forme composée varie selon le genre, le nombre et la fonction du référent, et peut se contracter avec les prépositions à et de. Elle a une valeur anaphorique, car elle reprend un groupe nominal.
| Fonction                  | Masculin singulier   | Masculin pluriel       | Féminin singulier      | Féminin pluriel          |
| ------------------------- | -------------------- | ---------------------- | ---------------------- | ------------------------ |
| Sujet, COD                | lequel               | lesquels               | laquelle               | lesquelles               |
| Complément prépositionnel | préposition + lequel | préposition + lesquels | préposition + laquelle | préposition + lesquelles |
| Avec la préposition à     | auquel               | auxquels               | à laquelle             | auxquelles               |
| Avec la préposition de    | duquel               | desquels               | de laquelle            | desquelles               |

« J'ai acheté deux livres. Lequel veux-tu lire ? »
« Tu as beaucoup d'amis. Avec lequel iras-tu à la piscine ? »
Le déterminant interrogatif quel est variable en genre et en nombre.
« Quels livres as-tu lus ? »
Les adverbes interrogatifs où, quand, comment, combien et pourquoi sont utilisés lorsque l'interrogation porte sur les circonstances. Les adverbes interrogatifs possèdent aussi des formes renforcées où est-ce que, quand est-ce que, etc.
« Où vas-tu ? »
« Où est-ce que tu vas ? »
« Combien de livres as-tu lus ? »

### La négation
En linguistique, la négation est une opération consistant à désigner comme fausse une proposition préalablement exprimée ou sous-entendue ; elle s’oppose à l’affirmation. Elle est le plus souvent exprimée par des adverbes de négation en corrélation, tels ne … pas, ne ... personne, ne … que, etc. Les deux termes de la corrélation encadrent le verbe et certains de ses compléments (« Je ne te le dirai pas. »). À la forme composée, c'est l'auxiliaire qui est encadré par les corrélatifs. Devant un infinitif, il n'y a pas corrélation : « Il a tout fait pour ne jamais aller à l'école. »
Il existe trois types de négations :
- la négation totale qui porte sur la phrase entière, et qui indique que la totalité de la phrase est fausse. Elle est exprimée par les adverbes corrélatifs ne … pas ;

« Il ne fait pas beau. » 
- la négation partielle, qui porte uniquement sur une partie de la phrase. Elle est exprimée par l'adverbe ne et par des mots négatifs spécifiques : pronoms indéfinis (personne, rien, etc.), déterminants indéfinis (aucun), ou adverbes (jamais, plus, etc.)

« Je ne vois aucun nuage. » 
« Il n'y avait personne. »
- la négation restrictive, qui a le sens de l'adverbe seulement et aboutit à une idée positive. Elle est exprimée par les adverbes corrélatifs ne … que

« Il ne fait que pleuvoir. »

### Le passif
On distingue habituellement deux voix pour le verbe, la voix active et la voix passive. La voix passive se caractérise par une forme composée particulière, qui associe l'auxiliaire être et le participe passé. L'auxiliaire est au même temps et au même mode que la forme conjuguée du verbe actif. La phrase passive est obtenue par transformation de la phrase active correspondante. Dans la phrase passive :
- le verbe se met à la voix passive ;
- le sujet de la phrase active est changé en complément d'agent qui prend la forme d'un groupe prépositionnel introduit par la préposition par ou la préposition de et qui fait partie du groupe verbal ;
- le COD de la phrase active est changé en sujet :

« Pierre a lu ce livre / Ce livre a été lu par Pierre. »
« La douane a intercepté le colis / Le colis a été intercepté par la douane. »
« Des peupliers bordent l'allée / L'allée est bordée de peupliers. »

### La forme impersonnelle
La forme impersonnelle est la construction d'un verbe dans laquelle le sujet est le pronom impersonnel il. Ce pronom possède deux caractéristiques :
- il ne renvoie à rien de précis (ni à une personne, ni à une chose) ;
- il ne peut pas être remplacé par un autre mot ou groupe de mots.

Les verbes impersonnels sont employés uniquement avec le sujet impersonnel il. Il s'agit principalement :
- de verbes ou de locutions verbales désignant des phénomènes météorologiques ;

Il pleut, il fait frais,, etc. ;
- des verbes et locutions verbales falloir, être question de, etc. ;
- des verbes être et avoir dans il est (pour indiquer l'heure) et il y a. Ces expressions constituent des présentatifs.

### L'emphase
Le terme d'emphase désigne les procédés de mise en relief d'un élément de la phrase. On distingue deux procédés : extraction et dislocation.
L'extraction met en relief un élément de la phrase grâce à un présentatif devant :
- le sujet : « Mon ami viendra demain soir. → C'est mon ami qui viendra demain soir. » ;
- le COD : « J'ai mangé de la tourte. → C'est de la tourte que j'ai mangée. » ;
- le COI : « J'ai écrit au directeur. → C'est au directeur que j'ai écrit. » ;
- un complément circonstanciel : « Je mange à la cantine. → C'est à la cantine que je mange. » ;
- un complément de lieu : « Je vais à la piscine. → C'est à la piscine que je vais. »

La dislocation détache un élément et le reprend par un pronom personnel, un adverbe ou un démonstratif. La dislocation peut porter sur :
- le sujet : « Je vais à la piscine. → Moi, je vais à la piscine. » ;
- le COD : « Je vais manger ce gâteau. → Ce gâteau, je vais le manger.» ;
- le COI : « J'ai répondu à mon ami. → Je lui ai répondu, à mon ami. » ;
- l'attribut : « Cette maison est originale. → Originale, cette maison l'est sûrement !»

## Les propositions subordonnées
Une phrase complexe est une phrase comportant au moins deux propositions. Deux propositions de même niveau syntaxique peuvent être juxtaposées ou coordonnées. Une proposition peut être subordonnée à une autre dont elle dépend (la proposition principale ou une proposition elle-même subordonnée à une principale.

### Propositions subordonnées relatives
Une proposition subordonnée relative est une expansion d'un nom, introduite par un pronom relatif.
Je passais ainsi des jours et des nuits dont la longueur paraissait éternelle.

## Grammairiens de la langue française
- John Palsgrave (?-1554), anglais, il est l'auteur de l'éclaircissement de la langue française, considéré comme la première grammaire du français.
- Louis Meigret (1510-1558)
- Robert Estienne, lexicographe auteur du Traicté de la grammaire françoise
- Charles Maupas (de) (1570-1625)
- Claude Favre de Vaugelas (1585-1650)
- Gilles Ménage (1613-1692)
- Dominique Bouhours (1628-1702)
- Nicolas Beauzée (1717-1789)
- François-Urbain Domergue, (1745-1810)
- Jean-Charles Laveaux (1749-1827), grammairien et lexicographe français
- Jean-Étienne-Judith Forestier Boinvilliers (1764-1830)
- Charles-Pierre Chapsal (1787-1858)
- Charles Marty-Laveaux (1823-1899), homme de lettres et grammairien français
- Édouard Pichon (1890-1940)
- Maurice Grevisse (1895-1980), auteur de la grammaire de référence le Bon Usage
- André Jouette (1914-2006), grammairien et correcteur d"édition français, auteur du Dictionnaire d'orthographe et d'expression écrite
- Jacques Cellard (1920-2004)
- Alain Frontier (1937-), auteur de la Grammaire du français

## Enseignement

### Français langue maternelle
En France, le décret no 2006-830 du 11 juillet 2006, relatif au socle commun de connaissances et de compétences et modifiant le code de l'éducation, liste les points de grammaire à enseigner : la ponctuation ; les structures syntaxiques fondamentales ; la nature des mots et leur fonction ; les connecteurs logiques usuels (conjonctions de coordination, conjonctions de subordination, adverbes) ; la conjugaison des verbes ; le système des temps et des modes. La circulaire no 2007-013 du 11 janvier 2007 précise les orientations pédagogiques qui découlent de cette exigence : Phrase composée d’éléments ; Chaque élément a un rôle ; Notion d'organisation, tous les mots n’ont pas le même poids, l’ordre des mots oriente le sens ; Progression du plus fréquent au plus rare, du plus simple au plus complexe.